# Vilarelhos
Vilarelhos est un village (freguesia), de la municipalité d’Alfândega da Fé au Portugal, situé dans le district de Bragance et la région Nord. Le village comptait 335 habitants en 2001. Il est principalement entouré de champs d'oliviers. Un barrage (Barragem do Salgueiro) est situé non loin de là.

## Géographie
Au Portugal, ce village à l'est d’Alfândega da Fé a une superficie de 12,15 km2. Il est situé sur la rive gauche du fleuve Vilariça dans la vallée de Vilariça au cœur de la zone nord-orientale. Les villages voisins sont Santa Comba de Vilariça, Santa Justa (village attaché à Vilarelhos) et Pombal.

## Histoire
Le toponyme Vilarelhos est lié à la colonisation de ce territoire vraisemblablement vers le Xe siècle. À cette époque, sont apparues les premières colonies qui ont formé de petits groupes sur des parcelles réduites de terre. Ceci explique l'appellation de Vilarelhos (ville-petit), car il ne pouvait pas être considérées comme une ville. La fondation de cette paroisse n'est pas très ancienne, comme en témoigne l'absence d'informations dans les enquêtes de 1258 et les éléments relatifs au recensement dans les paroisses qui a été envoyé à Denis Ier de Portugal aux environs de 1320 et 1321. On pense dans un premier temps que Vilarelhos a été un lieu qui était une partie intégrante des possessions de la lignée de Bragance.

## Économie
L’activité économique principale est la vente d’huile d'olive.

## Lieux et monuments
Necropole do Castro do Monte de Nossa Senhora dos Anuncios
La nécropole est située au sommet de la paroisse de Vilarelhos. Il y a un point de vue qui abrite le sanctuaire de Notre-Dame des Annonces (Nossa Senhora dos Anuncios). Cela permet de contempler la vallée de Vilariça. Sur cette colline a également été découvert un cimetière romain. Il pourrait y avoir eu un village de l'âge du fer, plus tard occupée par les Romains.

## Personnages
- Camilo de Mendonça (pt)